# Hra o trůny
Hra o trůny (A Game of Thrones) je první kniha z fantasy série Píseň ledu a ohně od amerického autora George R. R. Martina. Kniha poprvé vyšla 6. srpna 1996. V roce 1997 vyhrála cenu Locus a byla nominována na World Fantasy Award. V roce 1998 byla nominována na cenu Nebula.
V češtině vyšlo první vydání ve dvou svazcích v roce 2000.
V roce 2011 byla kniha adaptována jako první série seriálu HBO, který nese stejné jméno – Hra o trůny.

## Děj
První kniha série začíná po patnácti letech vlády krále Roberta Baratheona a sleduje 3 hlavní dějové linie, které se neodehrávají pouze v Západozemí, ale také na obrovském východním kontinentu zvaném Essos.
Prolog knihy se odehrává na sever od obří Zdi, která má již po staletí za úkol chránit Sedm království Západozemí před nebezpečím ze severu. Skupina mužů z Noční hlídky, bratrstva, které má za úkol tuto Zeď chránit, je na severu za Zdí na stopě nájezdníků, kterým říkají Divocí. Jsou však nečekaně zmasakrováni nemrtvými tvory, Jinými. Jediného přeživšího ze skupiny pak jako dezertéra z Noční hlídky popraví lord Eddard Stark, strážce severu.
První dějová linie knihy se odehrává v Západozemí a jde v ní o politický boj o moc a s ním spojené intriky. Lorda Starka po dlouhé době navštíví jeho přítel, král Robert Baratheon, a žádá ho, aby se ujal úřadu králova pobočníka v hlavním městě říše, Králově přístavišti, poté, co zemřel jeho předchozí pobočník Jon Arryn. Stark má své pochybnosti, ale nakonec souhlasí zčásti i proto, že z dopisu od Arrynovy manželky (sestry lady Stark) ví, že Arryn byl zavražděn, a chce zjistit, jaké okolnosti k tomu vedly.
Lord Stark ke dvoru do Králova přístaviště bere své dvě dcery, z nichž starší Sansa je zasnoubena s korunním princem Joffrey Baratheonem a na rodinném sídle Zimohradu zanechává ženu a syny. V Králově přístavišti Eddard Stark vypátrá co stálo život Jona Arryna. Ten totiž zjistil, že otcem tří dětí královny Cersei Lannister není král Robert, ale jsou produktem incestu s jejím bratrem Jaimem. Povaha Eddarda Starka mu velí královnu Cersei soukromě konfrontovat a nikoli kompromitovat a dát jí tak možnost s dětmi utéct před královým hněvem, než mu řekne pravdu, kterou zjistil. Král Robert však umírá na zranění z lovu a zatímco Eddard Stark se co by pobočník snaží zasadit o právo Robertova skutečného dědice (jeho bratra Stannise Baratheona), Cersei využije situace a nechává Starka uvěznit a korunovat syna Joffreyho. Eddarda Starka nakonec nechá před očima jeho dcery Sansy nový král Joffrey popravit a to i proti vůli Cersei a královské rady, čímž si popudí celý sever. Mladší z dcer Eddarda Starka Arya, které se podařilo uniknout před zajetím, se z Králova přístaviště vydává v přestrojení za chlapce zpět na sever. Dědic Eddarda Starka, patnáctiletý Robb, je na severu svými vazaly prohlášem Králem severu a má v úmyslu osamostatnit své mladé království od moci Králova přístaviště a pomstít nespravedlivou smrt otce.
Druhá dějová linie ságy se také odehrává v Západozemí, ale na Zdi a na sever od ní a nejde v ní o politické boje o Sedm království. Jejím protagonistou je nemanželský syn Eddarda Starka Jon Sníh. V první knize se Jon rozloučí s rodinou, seznamuje se se svými novými bratry z Noční hlídky a na konci se vydává v jejich doprovodu za Zeď.
Poslední dějová linie popisuje osud Daenerys, dědičky královské dynastie rodu Targaryenů. Targaryenové vládli staletí v Západozemí, ale byli svrženi při povstání vedeném Robertem Baratheonem. Daenerys musela ještě jako dítě prchnout se svým bratrem Viserysem do exilu na kontinent Essos a nyní se postupně připravuje na svůj návrat do Západozemí, aby uplatnila svůj nárok na trůn. Její psychicky labilní starší bratr Viserys, dědic Targaryenů, ji prodá Khalu Drogovi, vůdci divokých nájezdníků Dothraků, za příslib armády. Viseryse ovšem jeho netrpělivost a neúcta stojí život, a Khal Drogo ho zabije. Daenerys nakonec přijde i o svého milovaného manžela Droga a zůstává jen s hrstkou věrných a svými čerstvě vylíhnutými draky.

## Vypravěči
Každá kapitola je vyprávěna v er-formě z pohledu jedné z postav, přičemž ne všechny dějové zvraty se stanou vypravěči. Jejich stav mysli, názory a vztah k ostatním silně ovlivňuje styl vyprávění, takže ani jeden z pohledů se nedá popsat jako nezaujatý. Ve Hře o trůny je osm takových postav a jedna postava, která je vypravěčem prologu.
- Prolog: Will, muž z Noční hlídky.
- Lord Eddard Stark
- Lady Catelyn Stark
- Sansa Stark
- Arya Stark
- Bran Stark, osmiletý syn Eddarda a Catelyn.
- Jon Sníh
- Tyrion Lannister
- Daenerys Targaryen